# Bani Valíd
Bani Valíd (arabul: بني وليد Banī Walīd) líbiai város Miszráta tartományban, 2007 előtt az önálló Bani Valíd tartomány székhelye volt. A város a varfalla arab törzs központja, az egyetlen olyan város Líbiában, amelyet csak egyetlen törzs tagjai laknak.

## Fekvése
A város Tripolitánia régióban található, Líbia fővárosától, Tripolitól 168 km-re délkeletre, Miszrátától 141 km-re délnyugatra.

## Története
Bani Valíd történetének legfontosabb epizódja a 2011-es líbiai polgárháború volt, melynek során a varfalla törzs tagjai Moammer Kadhafi líbiai diktátor oldalán avatkoztak be a harcokba. Miután az Átmeneti Nemzeti Tanács csapatai 2011 augusztusában elfoglalták Tripolit és uralmuk alá hajották az ország nagy részét, csak Bani Valíd és Szurt tartott ki továbbra is Kadhafi oldalán. A líbiai lázadók azonban szeptemberben ostrom alá vették a várost és több mint egy hónapnyi harc után, október 17-én elfoglalták azt. Három nap múlva elesett Szurt is - melynek ostroma alatt Kadhafi életét vesztette -, ezzel véget ért a polgárháború, az ÁNT győzelmével.
A város a polgárháborút követően is heves harcok színhelyévé vált. 2012. január 23-án helyi fegyveresek támadást indítottak a városban állomásozó Szabad Líbiai Hadsereg ellen és két napos harc után uralmuk alá hajtották a várost. Kisebb incidensek után, a líbiai kormány októberben csapatokat küldött a város visszafoglalására, amely október 30-ra sikerült is. Habár a kormány sikeresen visszaállította fennhatóságát a városban, kisebb fegyveres incidensek a 2012-es és 2013-as év folyamán is történtek, több helyi lakos és katona halálát okozva.